# Luís Antônio Barbosa de Almeida
Luís Antônio Barbosa de Almeida (1812 — 1892) foi um político brasileiro.
Foi presidente da província da Bahia, de 3 de novembro de 1864 a 2 de maio de 1865.